# 朴倧玄
朴 倧玄（パク チョンヒョン、박종현、1969年 - ）は、日本に活動基盤を置く韓国出身の地理学者。法政大学大学院経済学研究科教授。

## 来歴
慶尚北道（現・大邱広域市）軍威郡義興面に生まれ、釜山に育つ。
東京大学大学院で地理学を専攻。東京大学から博士（理学）を取得した。日韓地方都市間連携の必要性、釜山 - 福岡間関係について多数の学術論文を発表。
1999年、大東文化大学国際関係学部専任講師、後に助教授。2007年、法政大学経済学部准教授、後に教授。2010年、大学院経済学研究科教授。
韓流ブームとともに、フジテレビ系CS『韓タメ!DX』に、1年半ほど司会として出演したことがある。

## 著書
日本語による単著
- 『東アジアの企業・都市ネットワーク―韓日間の国際的都市システムの視点』古今書院、2001年、ISBN 4772260013
- 『韓日企業のアジア進出からみたアジアの国際的都市システム―企業内ネットワークの空間構造』古今書院、2006年、ISBN 4772230513
- 『韓国人を愛せますか?』講談社（講談社+α新書）、2008年、ISBN 4062724804
- 『韓国人は好きですか?』講談社（講談社+α新書）、2008年、ISBN 4062725134
- 『韓流「女と男・愛のルール」』講談社（講談社+α新書）、2009年、ISBN 4062725517
- 『愛されたがり屋の韓国人-「恋愛の法則」で深韓流がわかる』講談社、2010年、ISBN 4062160056
- 『KARA、少女時代に見る「韓国の強さ」』講談社（講談社+α新書）、2011年、ISBN 4062727137

韓国語による単著
- 『나의 일본사람 탐험기』시공사、2005
- 『일본 사람을 사랑할 수 있을까?	』시공사、2010